# Blăjeni-Vulcan
Blăjeni-Vulcan – wieś w Rumunii, w okręgu Hunedoara, w gminie Blăjeni. W 2011 roku liczyła 175 mieszkańców.